# Sarrasinières

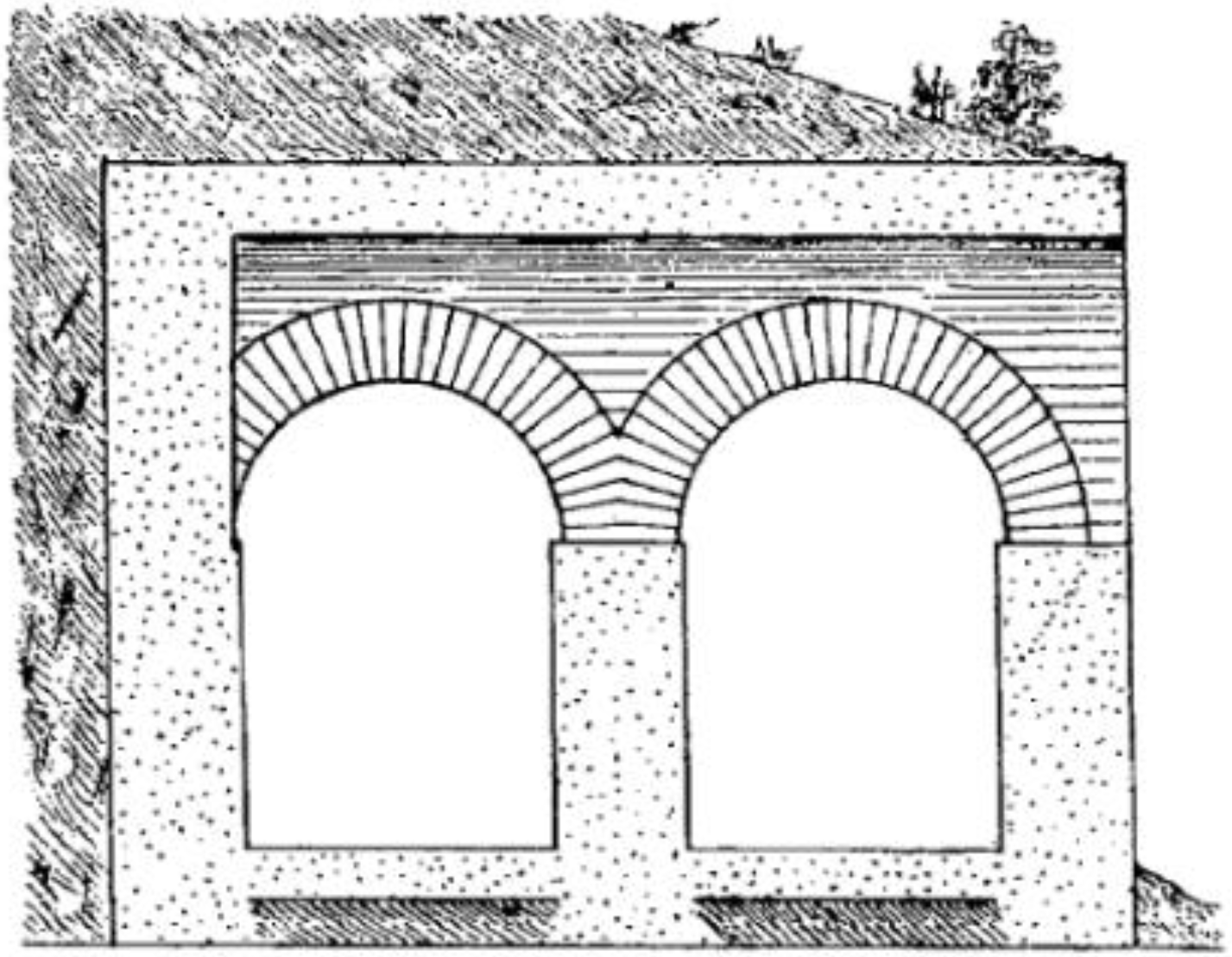
Doorsnede van de Sarrasinières, onder de grond

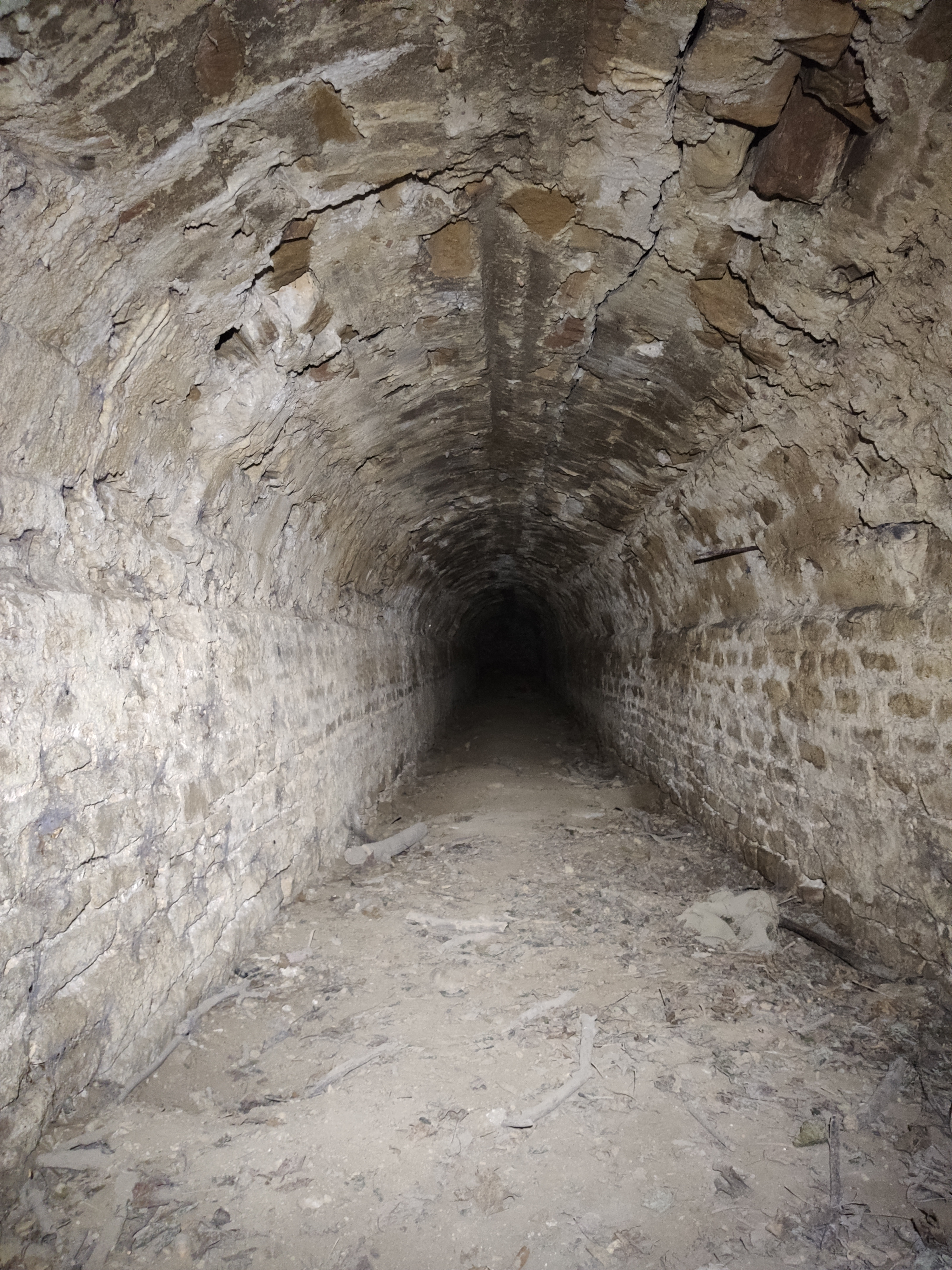
een van de ondergrondse gangen van de Sarrasinières

De Sarrasinières vormden een ondergrondse galerij van 13 km lang, van Miribel naar Lyon, in Frankrijk. Van Miribel tot Neyron was dit een enkele galerij; van Neyron tot Lyon was dit een dubbele galerij (zie tekening). De oorsprong is Romeins of Merovingisch.

## Naamgeving
De Romeinse of Merovingische naam van het bouwwerk is onbekend. De naam Sarrasinières verwijst naar de Saracenen die in de 8e eeuw, onder andere, de Rhônevallei introkken om te plunderen. Het bouwwerk werd door de Saracenen gedeeltelijk verwoest.

## Historiek
Er bestaan twee hypothesen onder historici over de Sarrasinières.
- Ofwel bouwden de Romeinen ten tijde van het Keizerrijk dit aquaduct. Het is dan een van de twee aquaducten die van de hellingen tussen Saône en Rhône water aanvoerden tot in het schiereiland van het Romeinse Lyon, Lugdunum. Daarnaast waren er 4 aquaducten die vanuit de rechteroever van de Saône naar Lyon leidden. In totaal dus 6 aquaducten voor Lyon.
- Ofwel ging het om een bouwwerk onder de Merovingische koningen dat een militaire functie had in de verdediging van de hellingen ten noorden van Lyon. Tegen de Romeinse hypothese pleit de afwezigheid van opus signinum of geplette tegels aan de binnenwand; wel vonden archeologen conische stenen, versierd met driehoekige lijnen. Dit laatste is eerder Merovingisch. Wat dan weer tegen de Merovingische hypothese pleit, is de reusachtige omvang van het bouwwerk. Dat Merovingische vorsten in staat waren zulk bouwwerk neer te zetten, blijft onderwerp van discussie.

De hoogte van de galerijen was 2,40 à 2,85 m buitenhoogte en 1,48 à 1,90 m binnenhoogte. De breedte was uniform 1,90 m. Op onregelmatige tussenafstanden bezat de galerij kamers met hoge gewelven tot 3,75 m hoog. Deze kamers hadden zowel een toegang naar buiten als een toegang naar het aquaduct. De rol van de gewelfde kamers is onduidelijk. Deze kamers konden onmogelijk met water gevuld worden omwille van de lagere ligging van de Rhône, maar wat ze dan wel ooit bevatten, is onbekend. Mogelijks betreft het louter toegangskamers tot het circuit. De Sarrasinières bestaan tegenwoordig nog op enkele plaatsen. In de heuvels van La Croix-Rousse, ten noorden van Lyon, is het meeste bewaard. Aan de Saracenen worden de meeste vernielingen toegeschreven.
Er bestaan ook fantasierijke verhalen over Tempeliers die in Miribel en Lyon de tempelgangen van Jeruzalem nabouwden.
In de 20e eeuw werd een steunorganisatie gesticht om de Sarrasinières te bewaren. Het gaat om de Organisation pour la Connaissance et la Restauration d’Au-dessous-terre.